# 1309
1309 је била проста година.